# Severo Meza
Severo Efraín Meza Mayorga (Naranjos, 9 luglio 1986) è un ex calciatore messicano, di ruolo difensore.

## Carriera

### Club
L'8 maggio 2005 debutta in campionato messicano in Monterrey-Toluca 1-3.

## Palmarès

### Club
- Campionato messicano: 2

Monterrey: Apertura 2009, Apertura 2010